# Sarcey (Roine)
Sarcey és un municipi francès situat al departament del Roine i a la regió d'Alvèrnia-Roine-Alps. L'any 2007 tenia 849 habitants.

## Demografia

### Població
El 2007 la població de fet de Sarcey era de 849 persones. Hi havia 328 famílies de les quals 65 eren unipersonals (23 homes vivint sols i 42 dones vivint soles), 99 parelles sense fills, 122 parelles amb fills i 42 famílies monoparentals amb fills.
La població ha evolucionat segons el següent gràfic:
Habitants censats

### Habitatges
El 2007 hi havia 382 habitatges, 331 eren l'habitatge principal de la família, 31 eren segones residències i 20 estaven desocupats. 316 eren cases i 64 eren apartaments. Dels 331 habitatges principals, 236 estaven ocupats pels seus propietaris, 84 estaven llogats i ocupats pels llogaters i 11 estaven cedits a títol gratuït; 2 tenien una cambra, 18 en tenien dues, 51 en tenien tres, 94 en tenien quatre i 166 en tenien cinc o més. 239 habitatges disposaven pel capbaix d'una plaça de pàrquing. A 113 habitatges hi havia un automòbil i a 189 n'hi havia dos o més.

### Piràmide de població
La piràmide de població per edats i sexe el 2009 era:
| Homes | Edats   | Dones |
| ----- | ------- | ----- |
| 0     | 95 o +  | 0     |
| 4     | 90 a 94 | 0     |
| 0     | 85 a 89 | 4     |
| 0     | 80 a 84 | 4     |
| 12    | 75 a 79 | 12    |
| 16    | 70 a 74 | 24    |
| 8     | 65 a 69 | 12    |
| 16    | 60 a 64 | 16    |
| 20    | 55 a 59 | 20    |
| 16    | 50 a 54 | 20    |
| 56    | 45 a 49 | 24    |
| 32    | 40 a 44 | 32    |
| 48    | 35 a 39 | 36    |
| 28    | 30 a 34 | 40    |
| 28    | 25 a 29 | 12    |
| 20    | 20 a 24 | 20    |
| 28    | 15 a 19 | 52    |
| 24    | 10 a 14 | 36    |
| 40    | 5 a 9   | 24    |
| 16    | 0 a 4   | 20    |

## Economia
El 2007 la població en edat de treballar era de 573 persones, 448 eren actives i 125 eren inactives. De les 448 persones actives 422 estaven ocupades (222 homes i 200 dones) i 26 estaven aturades (11 homes i 15 dones). De les 125 persones inactives 43 estaven jubilades, 54 estaven estudiant i 28 estaven classificades com a «altres inactius».

### Ingressos
El 2009 a Sarcey hi havia 344 unitats fiscals que integraven 889 persones, la mediana anual d'ingressos fiscals per persona era de 19.747 €.

### Activitats econòmiques
Dels 47 establiments que hi havia el 2007, 3 eren d'empreses de fabricació de material elèctric, 5 d'empreses de fabricació d'altres productes industrials, 10 d'empreses de construcció, 12 d'empreses de comerç i reparació d'automòbils, 1 d'una empresa de transport, 3 d'empreses d'hostatgeria i restauració, 1 d'una empresa d'informació i comunicació, 2 d'empreses financeres, 2 d'empreses immobiliàries, 5 d'empreses de serveis, 1 d'una entitat de l'administració pública i 2 d'empreses classificades com a «altres activitats de serveis».
Dels 14 establiments de servei als particulars que hi havia el 2009, 4 eren tallers de reparació d'automòbils i de material agrícola, 4 paletes, 3 electricistes, 1 perruqueria, 1 restaurant i 1 agència immobiliària.
L'únic establiment comercial que hi havia el 2009 era una botiga de menys de 120 m².
L'any 2000 a Sarcey hi havia 45 explotacions agrícoles que ocupaven un total de 810 hectàrees.

## Equipaments sanitaris i escolars
El 2009 hi havia una escola elemental.

## Poblacions més properes
El següent diagrama mostra les poblacions més properes.